# Casa al carrer Cabrafiga, 1 (Llançà)
La casa al carrer Cabrafiga, 1 és un edifici del municipi de Llançà (Alt Empordà), inclòs en l'Inventari del Patrimoni Arquitectònic de Catalunya.

## Descripció
És situada dins el nucli urbà de la població de Llançà, al bell mig del terme i formant cantonada entre el carrer de Cabrafiga i l'accés al recinte de la casa Marly.
Es tracta d'un edifici cantoner format per tres cossos adossats que li proporcionen una planta irregular, assimilada a un triangle. Els cossos de la banda de migdia de la construcció presenten les cobertes de teula de dues vessants i consten de dues plantes, mentre que cap al nord les cobertes són planes i s'utilitzen de terrat, en un cos organitzat en una sola planta. La façana principal, orientada al carrer, presenta obertures rectangulars amb els emmarcaments arrebossats. L'extrem de tramuntana està rematat per la barana d'obra del terrat, mentre que a l'extrem de migdia les obertures són d'arc deprimit còncau i tenen els emmarcaments arrebossats. La façana posterior presenta un accés des de l'interior del recinte de la casa Marly. Aquest parament presenta obertures de mig punt a la planta baixa i rectangulars al pis, totes elles amb els emmarcaments arrebossats. La façana està rematada per una cornisa motllurada damunt la qual hi ha els forats de ventilació de la coberta, que també es repeteixen a la façana principal.
La construcció presenta el parament principal arrebossat i decorat a imitació de carreus ben desbastats, mentre que la façana posterior és bastida en pedra i amb les juntes destacades.

## Història
Aquesta casa té accés directe als jardins de la casa Marly per la façana posterior, cosa que fa pensar que podria haver estat, en origen, on s'hostatjava el servei de la família Marly.